# Kolumbia na Letnich Igrzyskach Olimpijskich 1972
Kolumbię na Letnich Igrzyskach Olimpijskich 1972, które odbyły się w Monachium reprezentowało 59 zawodników biorących udział w 8 dyscyplinach. Zdobyli oni 1 srebrny i 2 brązowe medale, zajmując 31. miejsce w klasyfikacji medalowej.
Był to ósmy start reprezentacji Kolumbii na letnich igrzyskach olimpijskich.

## Zdobyte medale
| Medal  | Zawodnik           | Dyscyplina  |
| ------ | ------------------ | ----------- |
| Srebro | Helmut Bellingrodt | Strzelectwo |
| Brąz   | Clemente Rojas     | Boks        |
| Brąz   | Alfonso Pérez      | Boks        |

## Reprezentanci

### Boks
Mężczyźni – waga papierowa (– 48 kg)
- Prudencio Cardona
  - I runda – przegrana z Rafaellem Carbonellem (CUB), 0:5

Mężczyźni – waga musza (– 51 kg)
- Calixto Pérez
  - I runda – Bye
  - II runda – wygrana z Martínem Vargasem (CHL), 5:0
  - III runda – wygrana z Timem Dementem (USA), 5:0
  - Ćwierćfinał – przegrana z Georgim Kostadinowem (BUL), 2:3

Mężczyźni – waga lekkośrednia (– 71 kg)
- Bonifacio Avila
  - I runda – Bye
  - II runda – przegrana z Dieterem Kottyschem (FRG), TKO-2

### Kolarstwo
Mężczyźni
Jazda indywidualna
- Miguel Samacá – 9. miejsce
- Fernando Cruz – 26. miejsce
- Juan Morales – 66. miejsce
- Fabio Acevedo – nie ukończył (→ niesklasyfikowany)

Time trial
- Fabio Acevedo
- Fernando Cruz
- Henry Cuevas
- Miguel Samacá

Sprint
- Jairo Díaz
- Carlos Galeano

Time trial 1000 m
- Jairo Rodríguez
  - Finał – 1:10.86 (→ 23. miejsce)

Tandem mężczyzn
- Jairo Díaz i Rafael Narváez → 14. miejsce

Tor ndywidualnie
- Luis Díaz

### Piłka nożna
Faza grupowa
- - przegrana z  Polska (1-5)
  - przegrana z  NRD (1-6)
  - wygrana z  Ghana (3-1)

→ nie zakwalifikowali się, ostatecznie 10. miejsce
- Skład drużyny
  - Armando Acosta
  - Henry Caicedo
  - Álvaro Calle
  - Ernesto Díaz
  - Fabio Espinosa
  - Domingo González
  - Dumas Guette
  - Carlos Lugo
  - Gerardo Moncada
  - Luis Montano
  - Jaime Morón
  - Willington Ortiz
  - Silvio Quintero
  - Vicente Revellón
  - Rafael Reyes
  - Antonio Rivas
  - Orlando Rivas
  - Álvaro Santamaría
  - Ángel Torred

### Skoki do wody
Mężczyźni
Deska 3 m
- Salim Barjum – 310.86 pkt (→ 26. miejsce)

Platforma 10 m
- Diego Henao – 264.27 pkt (→ 26. miejsce)

### Strzelectwo
Pistolet 25 m
- Luis Colina
- Guillermo Martínez

Pistolet 50 m
- Gilberto Fernández
- Jorge Henao

Karabin 50 m – trzy pozycje
- Jaime Callejas
- Alfonso Rodríguez

Karabin 50 m – leżąc
- Alfonso Rodríguez
- Jaime Callejas

Karabin 50 m – ruchomy cel
- Helmut Bellingrodt
- Hanspeter Bellingrodt

Skeet
- Gerardo González
- Manuel González